# 萊斯利·紐比金

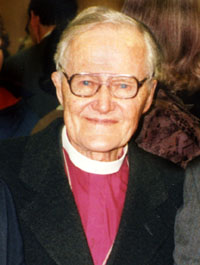
2006年的纽比金

萊斯利·紐比金（Lesslie Newbigin，1909－1998），又譯紐畢真，是一位英國神學家及宣教士。他堅持上帝在基督裡的獨一無二及無與倫比的啟示，和在宣教與事奉中宣告那種啟示的責任。

## 經歷
紐畢真曾經在印度擔任傳教士，並於1947~1957年間擔任南印度教會的主教一職。接著他被任命為國際宣教協會的總幹事。任職結束後，他又返回印度，並於1965~1974年間再次擔任主教一職。退休後他返回英國，並在那裡為西方文化出版了一系列關於宣教研究的著述。

## 神學理論
紐畢真對基督教真理採取了一種理性的看法，他認為基督真理與科學的客觀及理性主張是和諧一致的。他的目標不是要使福音臣服於科學的至高論斷，而是舉薦福音為關於上帝與世界知識的一種客觀有效的來源；而且那種知識還能夠矯正一種原子化的科學及其個人主義的文化的缺憾與不足之處。在他看來，不存在什麼脫離了形體的理性；一切知識，不論是宗教的還是科學的，都涉及個人的風險與委身。
紐畢真將後現代的西方看作是一種宣教學上的危急時期。他認為解決這一問題的答案，就是要在其原初的宣教形式中恢復基督教傳承。紐畢真覺得，宣教就像科學一樣在其邏輯上是具有其內在一致性的：在一種信念付諸實施的過程中，那種信念本身亦按照新的經驗與證據而受到重新考慮與調整，儘管這只是在它自己的用語的範圍之內。 
紐畢真在其他宗教的問題上，他堅定地認為，說誰能夠或誰不能夠得救，這不是我們的分內事。「我承認我對那些神學家的傲慢感到震驚，他們似乎是認為，在我們基督徒的能力內，我們獲授權來告知其餘的世界，在最後的審判中，誰將被證明為清白，誰將受到譴責。」這使得紐畢真可以自由地探索在其歷史與理智表達形式中的人類宗教性。
紐畢真說道，在把《聖經》翻譯成世界上非基督教民族的語言中，傳教士採納了那些民族的名稱來指稱上帝；那些使用這些語言的本地基督徒能夠憑藉這個名稱來崇拜「上帝、耶穌基督的天父……而上帝的啟示在耶穌基督裡的名稱，只能通過使用那些在非基督教信仰與崇拜體系裡形成的指稱上帝的名稱才能被理解。因此，也就不可能斷言在這兩者之間存在著一種完全的非連續性」。這就導致了紐畢真關於福音與文化特殊性的一種一般的觀點。他說道：「福音無論在哪裡被宣告，它都是以一種人類語言—這就意味著一種特定文化的語言—來宣告的；一個群體無論在哪裡試圖按照福音來生活，它都是一種特定的人類文化的一部份。無論在何處、無論在何時，傳教士在去宣告福音時，他們都不是攜帶著一種超凡脫俗的東西，沒有沾染任何人的文化成分；他們所攜帶的是一種表達在一個特定文化的語言與生活方式裡的福音。」 
紐畢真非常看重正統信仰的聖經真理教導，他曾如此描述真理的失落：「相對主義不談真理，只談『什麼在我來說是真理』。這種理論是對生存這嚴肅課題的逃避，顯示當代文化可怖地喪失了魄力。這是死亡的初步症狀。」 